# Isabelle Brais
Isabelle Brais est une personnalité québécoise, conjointe de l'actuel premier ministre du Québec François Legault.

## Biographie

### En dehors de la politique
Elle est la fille de Roger Brais et Fernande Néron. Diplômée en communication de l'Université Laval, elle travaille un certain temps comme responsable des ventes publicitaires pour le magazine de la Coop fédérée.
Elle fait connaissance de François Legault en juillet 1990. Le couple se marie le 7 mars 1992 à Mont-Saint-Hilaire. Ils ont deux enfants, Xavier et Victor.
En octobre 2011, elle ouvre une boutique spécialisée dans les créations de prêt-à-porter québécoises, Une Île en Amérique, sur l'avenue Laurier à Montréal,.

### Conjointe du premier ministre

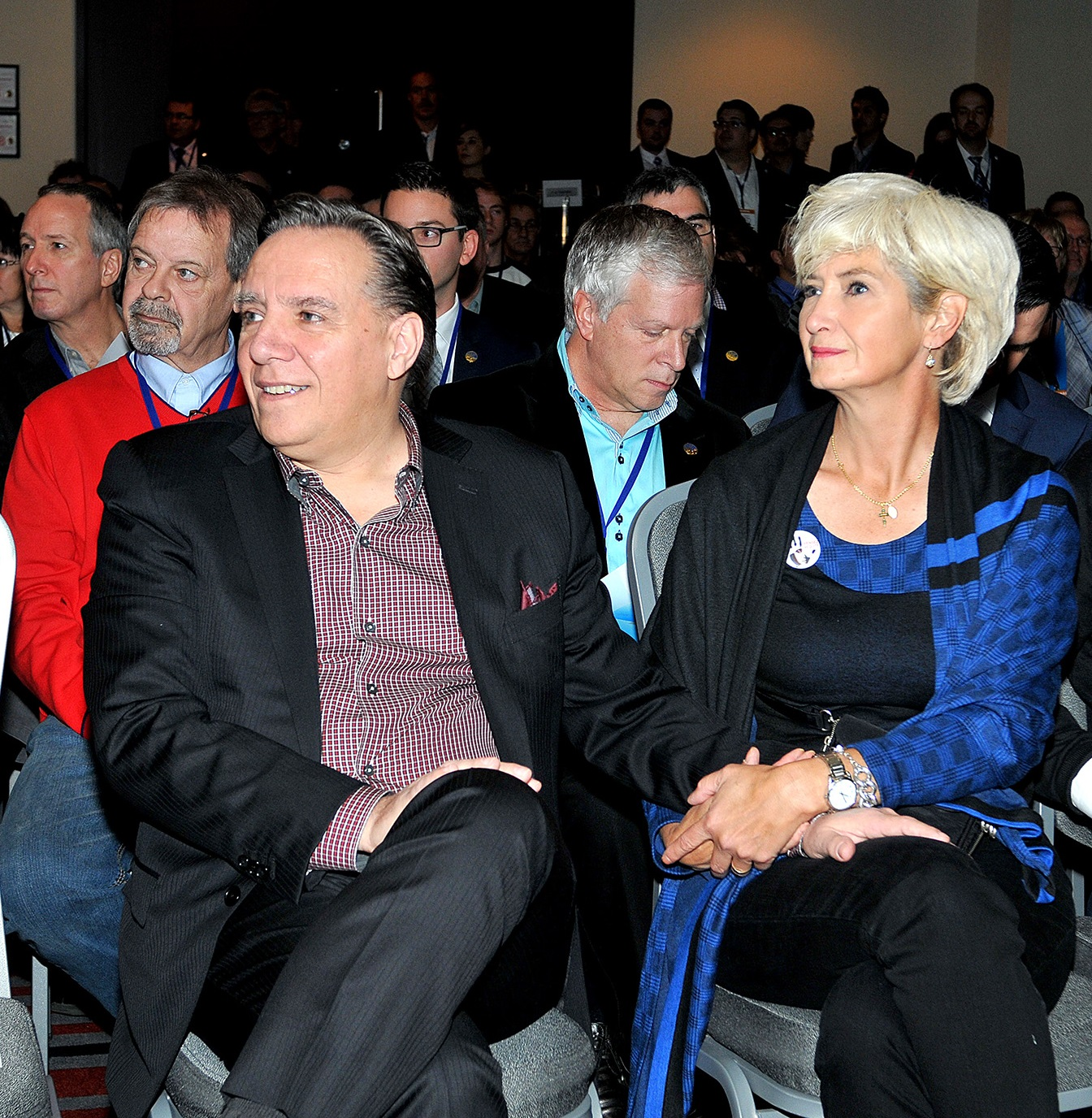
François Legault et Isabelle Brais en 2014.

Isabelle Brais se révèle publiquement à partir du moment où son mari devient chef de la Coalition avenir Québec. François Legault décrit son rôle comme celui d'une conseillère proche : « elle s’implique dans le parti. Elle connaît mes collègues députés et les employés. Tout le monde l’aime à l’interne ». Devenu premier ministre, elle l'accompagne régulièrement lors d'événements politiques ou internationaux.
Elle effectue aussi des représentations officielles sans lui, une pratique rare chez ses prédécesseures, en compagnie de ministres du gouvernement,. Elle est également la première conjointe à employer les médias sociaux.
Femme au franc-parler et à l'humour parfois caustique, elle est décrite comme « spontanée et autonome » par François Legault. Elle demande toutefois à ne pas être trop citée pour éviter d'attirer trop l'attention. Il lui arrive de réagir lors de questions posées à son mari par des journalistes. En raison de cette spontanéité, elle partage un « mélange d’enthousiasme et de réticence » pour son rôle.
Défenseuse du design québécois, elle participe à la modernisation de la politique d’achats pour les cadeaux diplomatiques. En 2023, elle offre des boucles d'oreilles à son homologue française Brigitte Macron,. En juin, elle rencontre cette dernière et le président français « en catimini », l'événement étant rendu public seulement par l'Élysée plus tard. À cette occasion, le constitutionnaliste Benoît Pelletier croit que le gouvernement du Québec devrait faire preuve de plus de transparence dans le cadre des rencontres d'un conjoint du premier ministre.

### Prises de position
En 2018, elle affirme lors d'un rassemblement politique que l'adhésion du Québec à la Constitution du Canada sous un gouvernement fédéral dirigé par Justin Trudeau est impossible en ajoutant que « son père était brillant, mais lui ne l'est pas ». Elle se rétracte et présente ses excuses à la suite de cette déclaration.